# Aprosmictus erythropterus
Aprosmictus erythropterus е вид птица от семейство Psittaculidae. Видът е незастрашен от изчезване.

## Разпространение
Разпространен е в Австралия, Индонезия и Папуа-Нова Гвинея.